# Chapelle du Fay
La chapelle du Fay dite aussi chapelle Sainte-Marie est une chapelle catholique située à Sainte-Marie-des-Champs, en France. Elle est classée au titre des monuments historiques depuis 1928.

## Localisation
L'édifice est situé rue du Vieux-Sainte-Marie.

## Historique
L'édifice est consacré le 26 septembre 1264 par l'archevêque de Rouen, Eudes Rigaud.
Antoine Corneille, l'oncle de Pierre Corneille, est le curé de l'église dans la première moitié du XVIIe siècle.
L'édifice est classé au titre des monuments historiques par arrêté du 9 mai 1928.

## Description
L'édifice actuel est le chœur de l'ancienne église.